# Agabus adustus
Agabus adustus är en skalbaggsart som beskrevs av Guignot 1954. Agabus adustus ingår i släktet Agabus och familjen dykare. Inga underarter finns listade i Catalogue of Life.